# 파블로 세바스티안 알바레스
파블로 세바스티안 알바레스(스페인어: Pablo Sebastián Álvarez, 1984년 4월 17일 ~)는 아르헨티나의 전 축구 선수이다. 그는 그의 출신 때문에 스페인의 여권도 소지하고 있다.

## 우승 경력
보카 주니어스
- 코파 수다메리카나:2004

에스투디안테스
- 아르헨티나 프리메라 디비시온:2006